# Депутаты Верховного Совета Автономной Республики Крым VI созыва
В таблице представлен список депутатов Верховного Совета Автономной Республики Крым VI созыва (2010—2014). После переименования Верховного Совета АР Крым в Государственный Совет Республики Крым депутаты продолжают работать в парламенте Республики Крым. 
| Фамилия, имя, отчество           | Год рождения | Округ          | Партийность                            | От кого избран                         | Место проживания                   | Примечание                                                                                         |
| -------------------------------- | ------------ | -------------- | -------------------------------------- | -------------------------------------- | ---------------------------------- | -------------------------------------------------------------------------------------------------- |
| Абдуллаев Азиз Рефатович         | 1953         | многомандатный | беспартийный                           | Народный Рух Украины                   | Симферополь                        | депутат с 16 ноября по 22 декабря 2010                                                             |
| Абдураимов Энвер Элимдарович     | 1973         | многомандатный | беспартийный                           | Народный Рух Украины                   | Симферополь                        | |
| Авидзба Анатолий Мканович        | 1951         | многомандатный | Компартия Украины                      | Компартия Украины                      | Ялта                               | |
| Акимов Сергей Иванович           | 1953         | 43             | Партия регионов                        | Партия регионов                        | Раздольненский район               | |
| Аксенов Сергей Валерьевич        | 1972         | многомандатный | политическая партия «Русское единство» | политическая партия «Русское единство» | Симферополь                        | |
| Андреев Алексей Вениаминович     | 1963         | 3              | Партия регионов                        | Партия регионов                        | Армянск                            | |
| Ануфриев Владимир Александрович  | 1938—2011    | 13             | Партия регионов                        | Партия регионов                        | Симферопольский район              | скончался 6 сентября 2011                                                                          |
| Арабаджиев Владимир Иванович     | 1953         | 10             | Партия регионов                        | Партия регионов                        | Керчь                              | |
| Аржанцев Игорь Владимирович      | 1962         | 15             | Партия регионов                        | Партия регионов                        | Симферополь                        | |
| Бабенко Геннадий Александрович   | 1950         | 19             | Партия регионов                        | Партия регионов                        | Симферополь                        | |
| Баталин Александр Сергеевич      | 1946         | 17             | Партия регионов                        | Партия регионов                        | Симферополь                        | |
| Бахарев Константин Михайлович    | 1972         | многомандатный | беспартийный                           | Партия регионов                        | Симферополь                        | |
| Безазиев Лентун Романович        | 1942         | 20             | беспартийный                           | Партия регионов                        | Симферополь                        | |
| Беляев Владимир Владимирович     | 1970         | многомандатный | Партия регионов                        | Партия регионов                        | Симферополь                        | |
| Васильев Александр Модестович    | 1959         | многомандатный | Партия регионов                        | Партия регионов                        | Симферополь                        | |
| Васютин Иван Сергеевич           | 1989         | многомандатный | Партия регионов                        | Партия регионов                        | Ялта                               | |
| Вергель Сергей Александрович     | 1976         | многомандатный | беспартийный                           | Партия регионов                        | Киев                               | |
| Воробьев Юрий Николаевич         | 1962         | многомандатный | Компартия Украины                      | Компартия Украины                      | Житомирская область                | член фракции коммунистов до 18.04.12, затем внефракционный депутат                                 |
| Ганыш Василий Васильевич         | 1957         | 24             | Партия регионов                        | Партия регионов                        | Феодосия                           | |
| Гафаров Эдип Саидович            | 1952         | 35             | Партия регионов                        | Партия регионов                        | Симферополь                        | |
| Георгиади Лариса Фёдоровна       | 1960         | многомандатный | Партия регионов                        | Партия регионов                        | Симферополь                        | |
| Глобинец Григорий Иванович       | 1952         | 49             | Партия регионов                        | Партия регионов                        | Советский район                    | |
| Гоменюк Александр Николаевич     | 1951         | 1              | Партия регионов                        | Партия регионов                        | Алушта                             | |
| Гордеев Олег Константинович      | 1968         | 34             | Партия регионов                        | Партия регионов                        | Кировский район                    | |
| Гривковский Эдуард Александрович | 1969         | многомандатный | Партия «Союз»                          | Партия «Союз»                          | Симферополь                        | |
| Гриневич Валерий Васильевич      | 1968         | 45             | Партия «Союз»                          | Партия «Союз»                          | Сакский район                      | |
| Гриценко Анатолий Павлович       | 1958         | 39             | Партия регионов                        | Партия регионов                        | Ленинский район                    | полномочия депутата прекращены в апреле 2012 года, после вступления в законную силу приговора суда |
| Груба Григорий Иванович          | 1954         | 50             | Партия регионов                        | Партия регионов                        | Симферополь                        | депутат с 16 ноября 2010 по 26 декабря 2012 года                                                   |
| Губанов Владимир Дмитриевич      | 1951         | 2              | Партия регионов                        | Партия регионов                        | Алушта                             | |
| Демин Егор Игоревич              | 1985         | многомандатный | Партия регионов                        | Партия регионов                        | Симферополь                        | |
| Джарты Василий Георгиевич        | 1958—2011    | многомандатный | Партия регионов                        | Партия регионов                        | Симферополь                        | депутат с 16 ноября 2010 по 16 февраля 2011 года                                                   |
| Донич Сергей Георгиевич          | 1961         | 13             | Партия регионов                        | Партия регионов                        | Симферополь                        | депутат с 15 ноября 2011                                                                           |
| Дрибной Виктор Иванович          | 1956         | 5              | Партия регионов                        | Партия регионов                        | Феодосия                           | |
| Егоров Сергей Викторович         | 1957         | многомандатный | беспартийный                           | Партия регионов                        | Симферополь                        | |
| Заиченко Анатолий Анатольевич    | 1969         | 23             | Партия регионов                        | Партия регионов                        | Феодосия                           | |
| Зайцев Пётр Дмитриевич           | 1952         | многомандатный | Партия регионов                        | Партия регионов                        | Симферополь                        | |
| Запорожец Петр Петрович          | 1950         | многомандатный | Партия регионов                        | Партия регионов                        | Симферополь                        | |
| Захаров Вячеслав Романович       | 1947         | многомандатный | Компартия Украины                      | Компартия Украины                      | Симферополь                        | |
| Заяц Сергей Анатольевич          | 1973         | многомандатный | беспартийный                           | Партия регионов                        | г. Украинка Киевская область       | |
| Ильясов Ремзи Ильясович          | 1958         | многомандатный | беспартийный                           | Народный Рух Украины                   | Симферополь                        | |
| Иоффе Григорий Адольфович        | 1953         | многомандатный | Партия регионов                        | Партия регионов                        | Симферополь                        | |
| Каджаметова Сафуре Хайрутдиновна | 1951         | многомандатный | беспартийный                           | Народный Рух Украины                   | Симферополь                        | депутат с 11 января 2011                                                                           |
| Калын Петр Савельевич            | 1949         | 47             | Партия регионов                        | Партия регионов                        | Симферопольский район              | |
| Каракулькин Андрей Владимирович  | 1965         | 18             | Партия регионов                        | Партия регионов                        | Симферополь                        | |
| Клычников Владимир Николаевич    | 1964         | многомандатный | Партия регионов                        | Партия регионов                        | Симферополь                        | |
| Клюева Ирина Дмитриевна          | 1966         | 42             | Партия регионов                        | Партия регионов                        | Первомайский район                 | |
| Ковитиди Ольга Федоровна         | 1962         | многомандатный | Партия регионов                        | Партия регионов                        | Севастополь                        | |
| Колисниченко Николай Петрович    | 1949         | 31             | Партия регионов                        | Партия регионов                        | Симферополь                        | |
| Коноваленко Галина Ивановна      | 1957         | многомандатный | Партия регионов                        | Партия регионов                        | Симферополь                        | |
| Константинов Владимир Андреевич  | 1956         | многомандатный | Партия регионов                        | Партия регионов                        | Симферополь                        | |
| Косарев Валерий Евгеньевич       | 1957         | 26             | Партия регионов                        | Партия регионов                        | Ялта                               | |
| Котовский Александр Валериевич   | 1963         | 8              | Партия регионов                        | Партия регионов                        | Керчь                              | |
| Кравченко Александр Григорьевич  | 1952         | 6              | Партия регионов                        | Партия регионов                        | Евпатория                          | |
| Кравченко Олег Борисович         | 1965         | многомандатный | Партия «Союз»                          | Партия «Союз»                          | Киев                               | |
| Кубалов Казбек Таймуразович      | 1964         | 38             | Партия регионов                        | Партия регионов                        | Армянск                            | |
| Кужель Александра Владимировна   | 1953         | многомандатный | партия «Сильная Украина»               | партия «Сильная Украина»               | Киев                               | депутат с 16 ноября 2010 по 26 декабря 2012 года                                                   |
| Куницын Сергей Владимирович      | 1960         | 11             | беспартийный                           | Партия «Союз»                          | Симферополь                        | депутат с 16 ноября 2010 по 26 декабря 2012                                                        |
| Кутько Сергей Прохорович         | 1962         | 48             | Партия регионов                        | Партия регионов                        | Симферопольский район              | |
| Литовченко Геннадий Иванович     | 1955         | 12             | Партия регионов                        | Партия регионов                        | Саки                               | |
| Лубина Людмила Евгеньевна        | 1957         | многомандатный | Партия регионов                        | Партия регионов                        | Симферополь                        | |
| Лукашев Игорь Михайлович         | 1962         | 41             | Партия регионов                        | Партия регионов                        | Симферополь                        | |
| Лужецкая Светлана Анатольевна    | 1966         | 50             | Партия регионов                        | Партия регионов                        | Черноморское                       | депутат с 26 марта 2013                                                                            |
| Лютиков Владимир Иванович        | 1954         | 9              | Партия регионов                        | Партия регионов                        | Керчь                              | |
| Мальчиков Константин Витальевич  | 1966         | многомандатный | Партия регионов                        | Партия регионов                        | Черноморский район                 | |
| Мардоян Фрунзе Амазаспович       | 1954         | многомандатный | беспартийный                           | Партия регионов                        | Симферополь                        | |
| Мельник Александр Иосифович      | 1971         | 15             | беспартийный                           | Партия регионов                        | Симферополь                        | |
| Мешков Владимир Викторович       | 1960         | 25             | Партия регионов                        | Партия регионов                        | Ялта                               | |
| Миримский Лев Юльевич            | 1960         | многомандатный | Партия «Союз»                          | Партия «Союз»                          | Симферополь                        | полномочия прекращены 31 октября 2012 года, в связи с избранием народным депутатом Украины         |
| Михайлов Евгений Анатольевич     | 1951         | 22             | Партия регионов                        | Партия регионов                        | Симферополь                        | |
| Мустецов Вадим Анатольевич       | 1962         | 36             | Партия регионов                        | Партия регионов                        | Красногвардейский район            | |
| Нараев Геннадий Павлович         | 1965         | многомандатный | Компартия Украины                      | Компартия Украины                      | Симферополь                        | |
| Нахлупин Виталий Германович      | 1966         | многомандатный | Партия регионов                        | Партия регионов                        | Симферополь                        | |
| Осипенко Владимир Валерьевич     | 1976         | многомандатный | Партия регионов                        | Партия регионов                        | Симферопольский район              | |
| Охлопков Андрей Дмитриевич       | 1966         | 46             | беспартийный                           | Партия регионов                        | Обуховский район, Киевская область | |
| Павленко Янина Петровна          | 1976         | многомандатный | Партия регионов                        | Партия регионов                        | пгт Новый Свет, Судак              | |
| Пальчук Валерий Васильевич       | 1958         | многомандатный | партия «Сильная Украина»               | партия «Сильная Украина»               | Симферополь                        | |
| Пермякова Нина Петровна          | 1958         | 7              | Партия регионов                        | Партия регионов                        | Евпатория                          | |
| Пилунский Леонид Петрович        | 1947         | многомандатный | Народный Рух Украины                   | Народный Рух Украины                   | Симферополь                        | |
| Разумовский Геннадий Иванович    | 1962—2013    | 44             | Партия регионов                        | Партия регионов                        | Саки                               | скончался в ночь на 20 августа 2013 года                                                           |
| Рогатин Василий Петрович         | 1957         | 28             | Партия регионов                        | Партия регионов                        | Симферополь                        | |
| Романенко Сергей Дмитриевич      | 1939         | многомандатный | Партия регионов                        | Партия регионов                        | Симферополь                        | |
| Русецкий Олег Леонидович         | 1961         | 29             | Партия регионов                        | Партия регионов                        | Симферопольский район              | |
| Рябков Александр Павлович        | 1956         | 14             | Партия регионов                        | Партия регионов                        | Симферополь                        | |
| Савченко Светлана Борисовна      | 1965         | многомандатный | Партия «Союз»                          | Партия «Союз»                          | Белогорск                          | депутат с 8 ноября 2012                                                                            |
| Сидоренко Александр Иванович     | 1961         | 33             | Партия регионов                        | Партия регионов                        | Джанкойский район                  | |
| Синюк Анатолий Сергеевич         | 1952         | 21             | Партия регионов                        | Партия регионов                        | Судак                              | |
| Скляров Александр Михайлович     | 1949         | многомандатный | Партия регионов                        | Партия регионов                        | Симферополь                        | |
| Смолянов Михаил Александрович    | 1956         | многомандатный | Партия регионов                        | Партия регионов                        | Симферополь                        | |
| Степанов Валерий Степанович      | 1953         | 39             | Партия регионов                        | Партия регионов                        | Керчь                              | депутат с 5 июля 2012                                                                              |
| Сумулиди Николай Георгиевич      | 1944         | многомандатный | беспартийный                           | Партия регионов                        | Симферополь                        | |
| Темиргалиев Рустам Ильмирович    | 1976         | многомандатный | Партия регионов                        | Партия регионов                        | Симферополь                        | |
| Тихомиров Алексей Николаевич     | 1968         | многомандатный | Компартия Украины                      | Компартия Украины                      | Феодосия                           | |
| Удовина Ольга Максимовна         | 1953         | многомандатный | Партия регионов                        | Партия регионов                        | Симферополь                        | |
| Фикс Ефим Зисьевич               | 1946         | многомандатный | Партия регионов                        | Партия регионов                        | Симферополь                        | |
| Франчук Игорь Анатольевич        | 1968         | многомандатный | Партия регионов                        | Партия регионов                        | Киев                               | |
| Цеков Сергей Павлович            | 1953         | многомандатный | политическая партия «Русское единство» | политическая партия «Русское единство» | Симферополь                        | |
| Черняк Алексей Юрьевич           | 1973         | 32             | Партия регионов                        | Партия регионов                        | Симферополь                        | |
| Чубаров Рефат Абдурахманович     | 1957         | многомандатный | беспартийный                           | Народный Рух Украины                   | Симферополь                        | |
| Шаповаленко Виктор Викторович    | 1956         | многомандатный | Партия регионов                        | Партия регионов                        | Севастополь                        | |
| Шевченко Юрий Витальевич         | 1963         | 40             | Партия регионов                        | Партия регионов                        | Ленинский район                    | |
| Шмельков Владислав Валерьевич    | 1969         | 11             | Партия регионов                        | Партия регионов                        | Красноперекопск                    | депутат с 26 марта 2013                                                                            |
| Шувайников Сергей Иванович       | 1954         | многомандатный | политическая партия «Русское единство» | политическая партия «Русское единство» | Симферополь                        | |
| Юревич Николай Иванович          | 1960         | 4              | Партия регионов                        | Партия регионов                        | Джанкой                            | |
| Янаки Николай Леонтьевич         | 1969         | 27             | Партия регионов                        | Партия регионов                        | Ялта                               | |
| Янченко Иван Николаевич          | 1950         | 37             | Партия регионов                        | Партия регионов                        | Красногвардейский район            | |

- Выборы в Верховный Совет Автономной Республики Крым (2010)